# Amadeu VIII, Duque de Saboia
Amadeu VIII (4 de setembro de 1383 – 7 de janeiro de 1451), apelidado de "o Pacífico", foi o Conde de Saboia de 1391 até sua elevação a duque em 1416 pelo imperador Sigismundo do Sacro Império Romano-Germânico, continuando a reinar até sua abdicação em 1440 em favor de seu filho Luís. Amadeu também foi eleito antipapa da Igreja Católica como Félix V em 1439.